# Matteo Guendouzi
Matteo Guendouzi Olié (pronunciació francesa: [mateo ɡɛnduzi]; 14 d'abril de 1999) és un futbolista professional francés que juga de centrecampista per l'Olympique de Marsella i per la selecció francesa